# Elbridge Ross
Pour les articles homonymes, voir Ross.
Elbridge Ross (né le 2 août 1909 à Boston et mort le 13 novembre 1980 à St. Petersburg) est un hockeyeur sur glace américain. Lors des Jeux olympiques d'hiver de 1936 disputés à Garmisch-Partenkirchen il remporte la médaille de bronze.

## Palmarès
- Médaille de bronze aux Jeux olympiques de Garmisch-Partenkirchen en 1936